# Las pelotaris 1926
Las pelotaris 1926 és una sèrie de televisió dramàtica produïda per The Mediapro Studio per a TelevisaUnivision el 2023. És una història original de Marc Cistaré inspirada en la història de les primeres esportistes professionals a Espanya. Es va llançar a través de la plataforma d'estríming Vix el 10 de març de 2023. El 2025 es va emetre a À Punt.
És protagonitzada per Zuria Vega, Claudia Salas i María de Nati, juntament amb un repartiment coral.

## Trama
La Chelo (Zuria Vega), la Idoia (Claudia Salas) i l'Itzi (María de Nati), són tres jugadores de pilota basca que lluiten per aconseguir els seus somnis en els anys 20 del segle passat. Les reeixides esportistes professionals hauran d'assumir les conseqüències de trencar costures d'un món on l'ambició i la llibertat es negaven pel gènere femení. Les tres esportistes hauran de pagar un alt preu per fer tot allò que se suposava no havien de fer: guanyar els seus propis estalvis, triomfar professionalment, revelar-se enfront del maltractament o viure en llibertat la seva sexualitat.

## Repartiment
Una llista del repartiment confirmat es va publicar el 9 de setembre de 2022.

### Principals
- Zuria Vega com a Chelo Barbosa
- Claudia Salas com a Idoia Rekalde
- María de Nati com a Itzi Galarrán
- David Chocarro com a Alejandro
- Alejandra Onieva com a Ane
- Marco de la O com a Renato

### Recurrents i convidats
- Eligio Meléndez com a Pascual
- Peter Vives com a Alan Rider
- Vicente Tamayo com a Mario
- Viviana Serna com a Rosa
- Hector Kotsifakis com a Daniel Uribe
- Antonio Gaona com a Fernando Gallardo
- Jesús Castejón com a Augustin Galarrán
- Rosa Martí com a Maite
- Krista Aroca com a Koro
- Eva Rubio com a Paqui
- Carla Gris com a Laia
- Jesús Noguero com a Coldo
- Luis Ernesto Franco com a Sibilio Gutiérrez

## Producció
El 16 de febrer de 2022, TelevisaUnivision va anunciar Las pelotaris com un dels primers títols de Vix+ en el seu primer any, a més de ser la primera producció de The Mediapro Studio per a TelevisaUnivision després d'un acord de coproducció que va iniciar l'11 de maig de 2022. La producció de la sèrie va iniciar rodatge el 23 de maig de 2022, amb Zuria Vega, Claudia Salas, María de Nati i Viviana Serna com a part dels papers protagonistes. Es va filmar en diverses localitzacions com Ciutat de Mèxic, Tepoztlán —a Mèxic—, i Madrid, Guadalajara i Sant Sebastià —a Espanya. Es van contemplar vuit episodis per a la seva estrena. El 9 de setembre de 2022, es va anunciar el repartiment complet de la sèrie. El 10 de gener de 2023, TelevisaUnivision i The Mediapro Studio van revelar el primer avenç oficial de la sèrie.